# Капіляриметр

Капіляриметр.

Капіляриметр (рос. капилляриметр; англ. capillarimeter; нім. Kapillarimeter n) – прилад, яким визначають поверхневий натяг рідини, вимірюючи висоту її підняття в капілярних трубках.
Капіляриметр використовується, зокрема, для визначення від'ємного капілярного тиску і висоти капілярного підняття води в гірських породах.
Крім того, - для вимірювання капілярно-сорбційного тиску ґрунтової вологи і його залежності від вологості ґрунту в інтервалі значень цього тиску від нуля до величини, близької до 1 атм.